# Max Kowalski
Pour les articles homonymes, voir Kowalski.
Max Kowalski, né le 10 août 1882 à Kowal – mort le 4 juin 1956 à Londres, est un compositeur allemand d’origine polonaise qui s’est installé en Angleterre en 1939.

## Biographie
Né en Pologne en 1882, Max Kowalski s’installe à Francfort en 1883 et y commence ses études. Il étudie le droit à l'Université de Marbourg et devient avocat. À son retour à Francfort, il étudie la musique avec Bernhard Sekles. En 1912, il compose un cycle de mélodies sur le Pierrot Lunaire d'Albert Giraud, qui n'a aucun rapport avec le Pierrot lunaire d'Arnold Schönberg qui date de la même année. Pendant les vingt années qui suivent, il compose des lieder qui sont régulièrement chantés en Allemagne. Après 1933, il est interné dans le camp de concentration de Buchenwald, et est relâché en 1939. Il part alors pour l'Angleterre et s'installe à Londres comme pédagogue et hazan d'une synagogue. Il gagne également sa vie en accordant des pianos.